# Andreas Baader
Andreas Bernd Baader (Munique, 6 de Maio de 1943 - Estugarda, 18 de Outubro de 1977) foi um dos fundadores e líderes do grupo guerrilheiro de extrema-esquerda alemão Fração do Exército Vermelho, denominado pelo governo e pela imprensa de Baader-Meinhof. O grupo foi responsável por uma série de ações armadas - assaltos a bancos, seqüestros e mortes - na Alemanha, na década de 1970.

## Vida
Seu pai era o historiador Berndt Philipp Baader, que, em 1945, durante a Segunda Guerra Mundial, servia o exército alemão quando foi feito prisioneiro pelas forças russas, e posteriormente dado como desaparecido. Sua mãe, Anneliese Baader não voltou a se casar. Andreas foi criado com carinho pela mãe, juntamente com a avó e uma tia. Na opinião dos seus professores, era uma criança inteligente, mas também voluntariosa, um tanto imprevisível, e não se empenhava nos estudos quando a matéria não o atraía.  Ao mesmo tempo que era generoso, capaz de tirar seu próprio agasalho e dá-lo a alguém que estivesse com frio, também era capaz de furtar, se estivesse precisando de dinheiro. Também se envolvia frequentemente em brigas, nem sempre em defesa dos próprios interesses.
Na adolescência considerado como um jovem desajustado, na conservadora sociedade alemã de após guerra; no final dos anos sessenta Baader gravitou para o movimento estudantil de esquerda e para os protestos contra o capitalismo, a pobreza no Terceiro Mundo, o nuclear a ocupação estadunidense do país, que agitavam a Alemanha Ocidental na altura, embora ele próprio não fosse estudante universitário.
No dia 2 de Abril de 1968 Baader e a sua namorada, Gudrun Ensslin, incendiaram dois estabelecimentos comerciais em Frankfurt, que não provocaram nenhuma morte. De acordo com Gudrun, o acto seria uma forma de protesto contra a Guerra do Vietnã. No mesmo ano, Baader foi condenado a quatro anos de prisão.
Na manhã de 14 de Maio de 1970 Baader escapou da prisão graças a um plano elaborado pela sua namorada que contou com a participação da conhecida jornalista Ulrike Meinhof. Sob o pretexto de estar a trabalhar num livro sobre a juventude alemã, Ulrike Meinhof conseguiu que Andreas Baader fosse conduzido para a biblioteca do Instituto de Estudos Sociais em Berlim Ocidental onde seria entrevistado pela jornalista. Embora o plano não tenha sido executado exactamente como se pretendia, Baader conseguiria escapar pela janela da biblioteca. No dia seguinte a fuga foi noticiada pelos meios de comunicação social e o grupo ficou conhecido como Grupo Baader-Meinhof, em função das duas figuras mais conhecidas do grupo, Andreas Baader e Ulrike Meinhof. 
Nos dois anos seguintes Baader dedicou-se a acções de guerrilha urbana até que foi capturado pela polícia a 1 de Junho de 1972 em Frankfurt, junto com outros militantes da Fração do Exército Vermelho, Jan-Carl Raspe e Holger Meins.
Baader foi depois julgado e condenado, naquele que foi um dos julgamentos mais caros da história da justiça alemã. 
Na noite de 8 para 9 de Maio de 1976, a jornalista Ulrike Meinhof foi encontrada morta em sua cela. A versão oficial a respeito da morte de Meinhof é que ela cometeu suicídio por enforcamento, mas há discordâncias sobre o tema, havendo alegações de que ela foi assassinada. Em 5 de setembro, membros da Fração do Exército Vermelho sequestraram o presidente da confederação da indústria alemã e, a seguir, militantes da Frente Popular para a Libertação da Palestina sequestraram um avião da Lufthansa, com passageiros a bordo, e levaram-no para Mogadíscio, na Somália. As autoridades alemãs não aceitaram a troca e, em 18 de Outubro, uma operação da GSG 9 libertou os passageiros e executou os militantes palestinos. A seguir, Andreas Baader, Jan-Carl Raspe e Gudrun Ensslin foram encontrados mortos em suas celas de máxima segurança - os dois primeiros com tiros na nuca, à distância, com pistolas comumente usadas nas forças armadas da Alemanha. O Estado alemão não reconheceu o caso como execução dos prisioneiros.